# Chițcani, Căușeni
Chițcani este un sat din raionul Căușeni, Republica Moldova – reședința comunei omonime. Satul este cunoscut pentru Mănăstirea Noul Neamț, construită în 1864, una dintre cele mai bogate mănăstiri din Basarabia, închisă de autoritățile sovietice de-a lungul dominației sovietice a Republicii Moldova.
Conform recensământului din anul 1930, populația localității era de 4.744 locuitori, dintre care 2.456 (51.77%) români, 71 (1.49%) ucraineni si 2.146 (45.23%) ruși.
Conform recensământului din anul 2004, populația localității era de 9.266 locuitori, dintre care 3.153 (34.02%) moldoveni (români), 969 (10.45%) ucraineni si 4.921 (53.1%) ruși.

## Geografie
Se situează la sud de Tighina, pe partea opusă a Nistrului față de Tiraspol. În ciuda faptului că se situează în provincia istorică a Basarabiei, este controlată de autoritățile separatiste transnistrene.

### Căi de acces
Satul este legat de Tiraspol printr-un pod și printr-o trecere cu bacul peste Nistru.

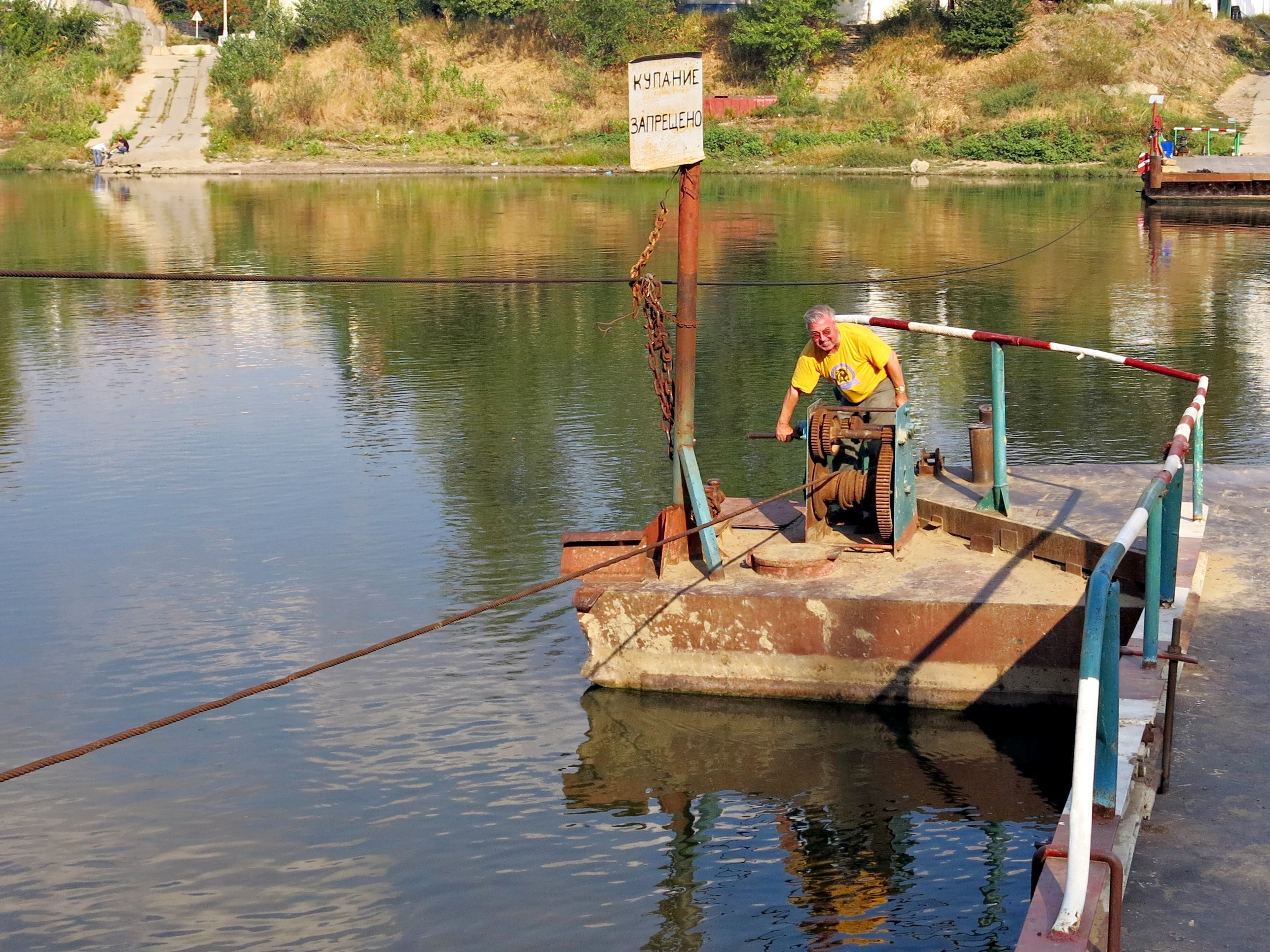
Debarcaderele bacului dintre Chițcani și Tiraspol.
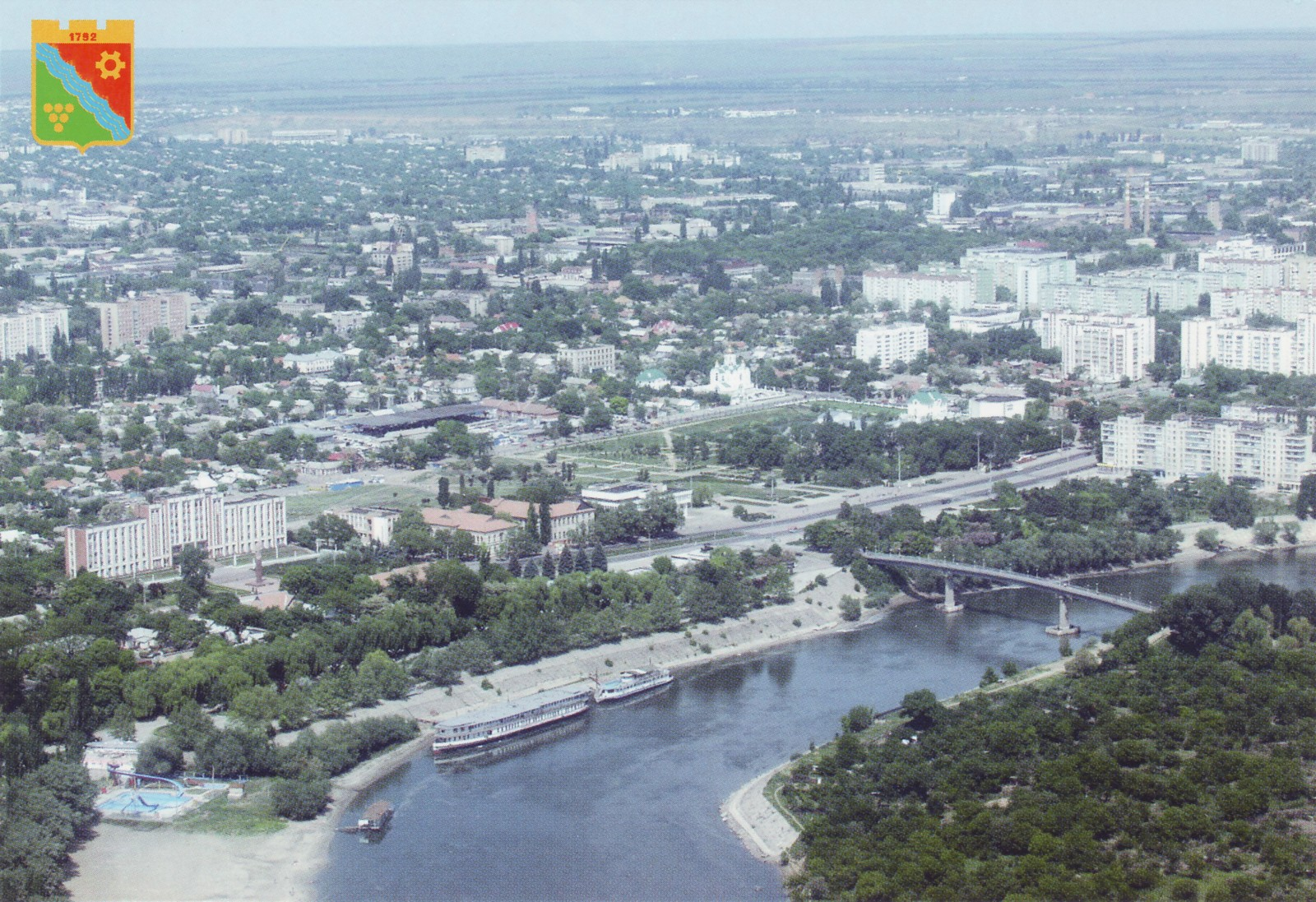
Perspectivă aeriană asupra podului dintre Chițcani și Tiraspol.

## Istorie
Localitatea a fost menționată în 1431, în calitate de prisacă la gura de vărsare a râului Botna:
„Din mila lui Dumnezeu, eu, robul stăpânului meu Isus Hristos, Io Alexandru voievod și domn a toată Țara Moldovlahiei. A binevoit domnia mea cu bunăvoia mea cea bună și am făcut pentru pomenirea sfântrăposaților părinților noștri și pentru pomenirea și sănătatea domniei mele, și a doamnei domniei mele și a tuturor copiilor domniei mele și am adăugat mănăstirii Adormirea preacuratei născătoare de Dumnezeu, care este la Bistrița, unde este stareț chir Vasilie, ea vama de la Tazlău să se știe de vama Bacăului. Și încă am dat mănăstirea Sfântul Nicolae, unde a fost Huba, și cu satul, și cu moara, cu seliștea de pe Nichid, și cu hotarul vechi și patru prisăci: una este la Bohotin, pe Cozia, și alta este la obârșia Târnaucăi, și a treia pe Itchil și a patra la gura Botnei. Toate acestea să fie mănăstiri mai înainte zise uric, cu tot venitul, neclintit niciodată, în veci.

...

La Suceava, anul 6939 <1431> februarie 6.”
Dicționarul Geografic al Basarabiei de Zamfir Arbore: Chițcani, sat, în jud. Bender, în valea Nistrului, pe râul Botna, la 20 km. de Căușenii-Noi. Face parte din volostea cu același nume. Acest sat a fost mai înainte construit pe locul unde astăzi se află Mănăstirea Noul-Neamț, numită și Mănăstirea Chițcani. Pentru a da loc mănăstirii, întemeiate de niște călugări rusofili, fugăriți din mănăstirea Neamțului, pe vremea secularizării averii mănăstirești, satul a fost mutat de guvernul rus pe un loc nou, unde se află și acum. La 1827, satul Chițcani era locuit de 120 familii țărani români, trei familii de evrei și 3 familii de ruteni. Țăranii posedau pe atunci 296 cai, 1116 vite mari, 391 oi; prisăci; mori de vânt; grădini cu pomi și vii. Astăzi (începutul secolului al XX-lea) satul are o populație de 1920 suflete, care au sărăcit mult.

### Abuzuri
Conform Comitetului Helsinki pentru Drepturile Omului în Republica Moldova, satul a suferit abuzuri la adresa drepturilor omului din partea autorităților secesioniste transnistrene. Se estimează că între 1996-2000 aici au avut loc 20 de omucideri.
Pe de-o parte autoritățile moldovene declară că nu au acces la Chițcani iar pe de altă parte Transnistria nu a condus nicio investigație în acest sens.

## Galerie de imagini
Mănăstirea Chițcani

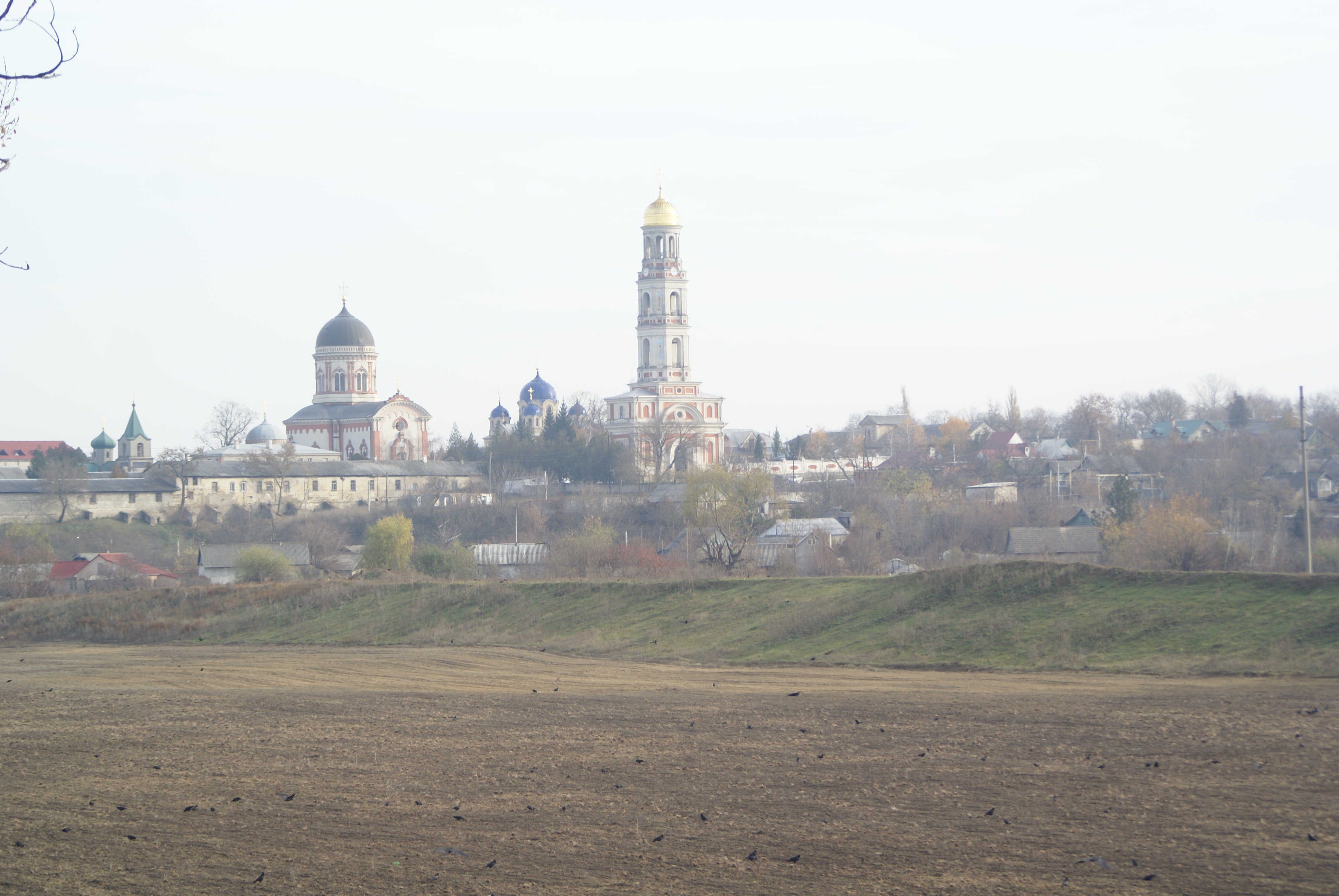
Vedere îndepărtată.
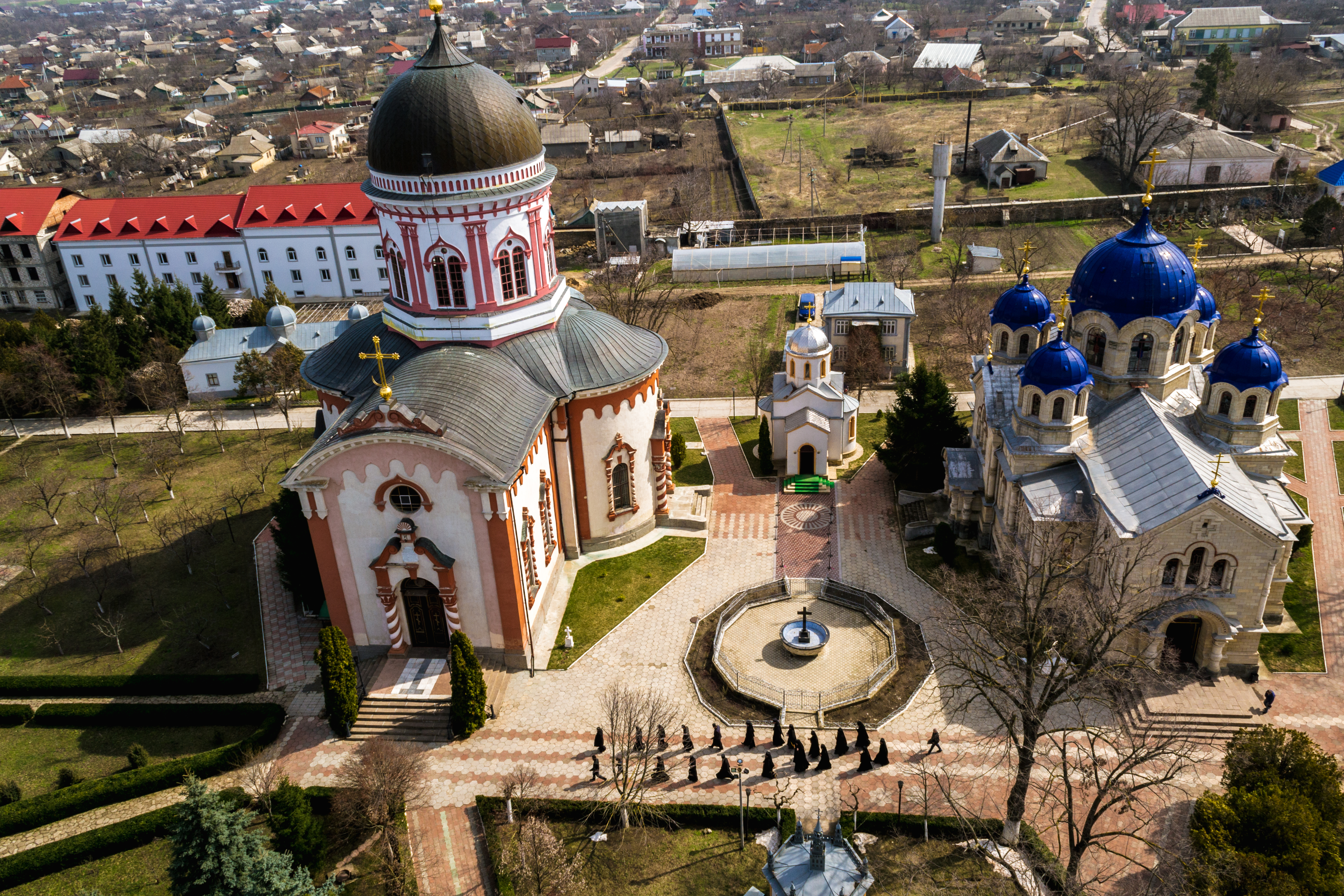
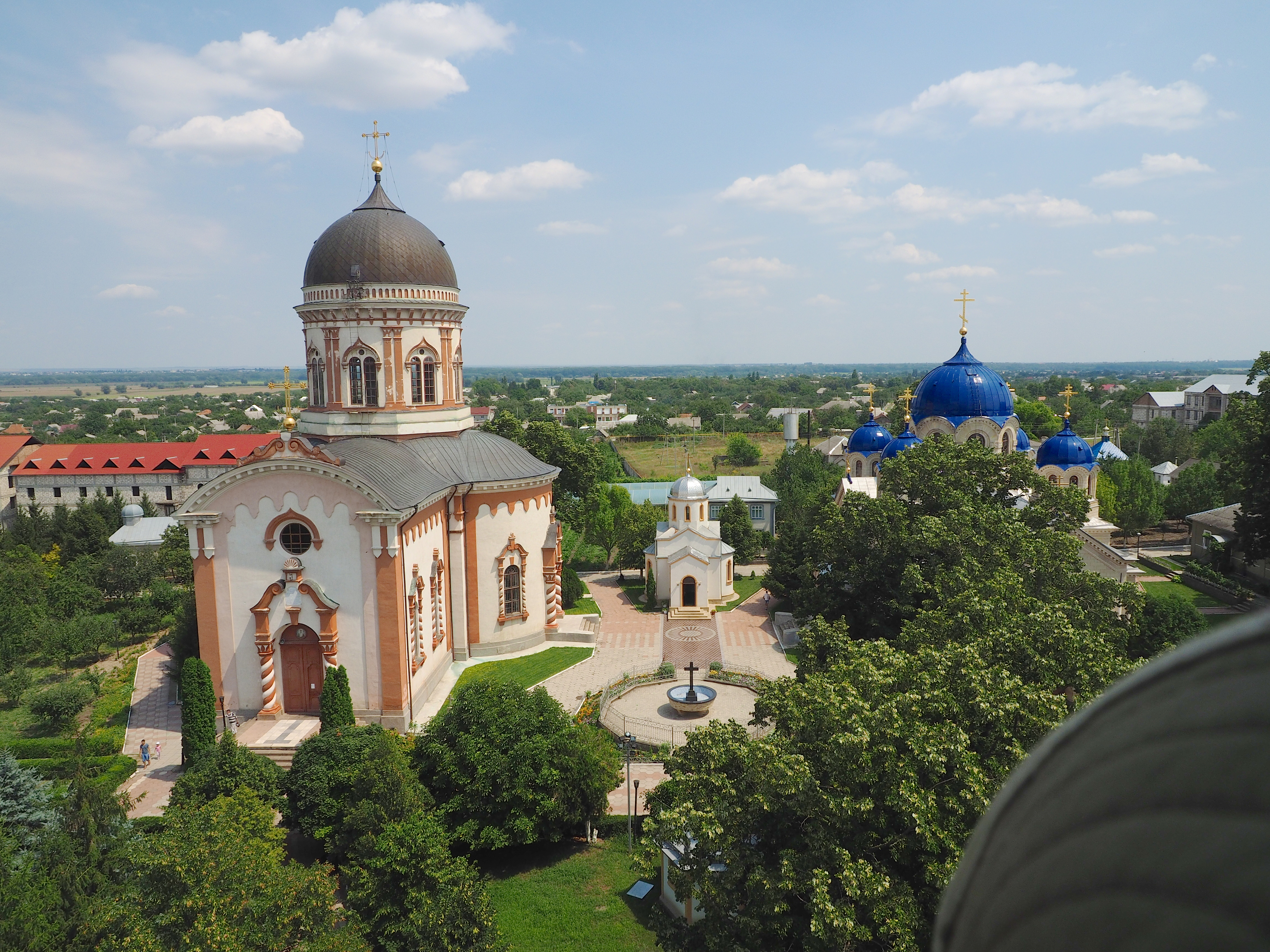
Biserica Înălțarea Domnului
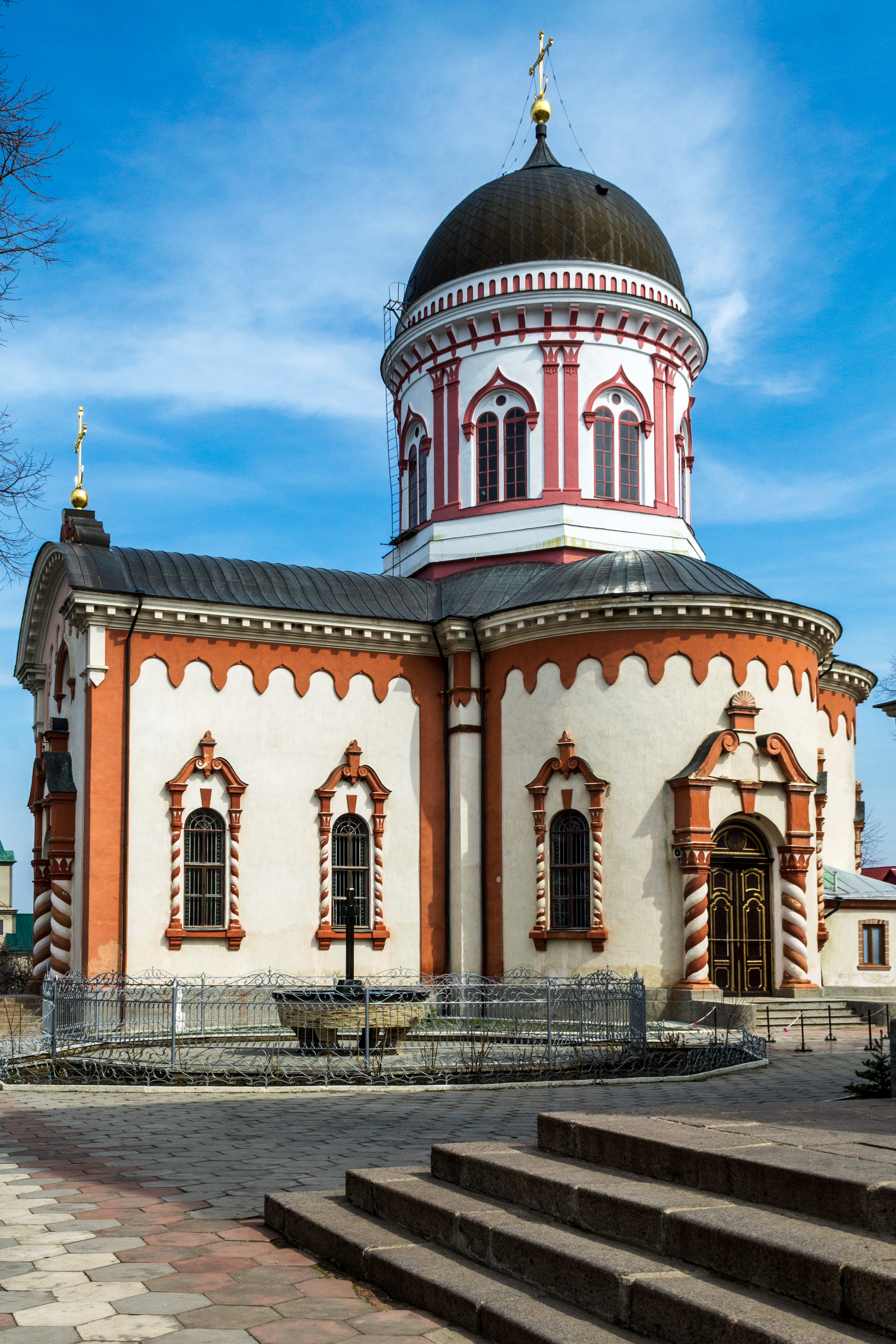
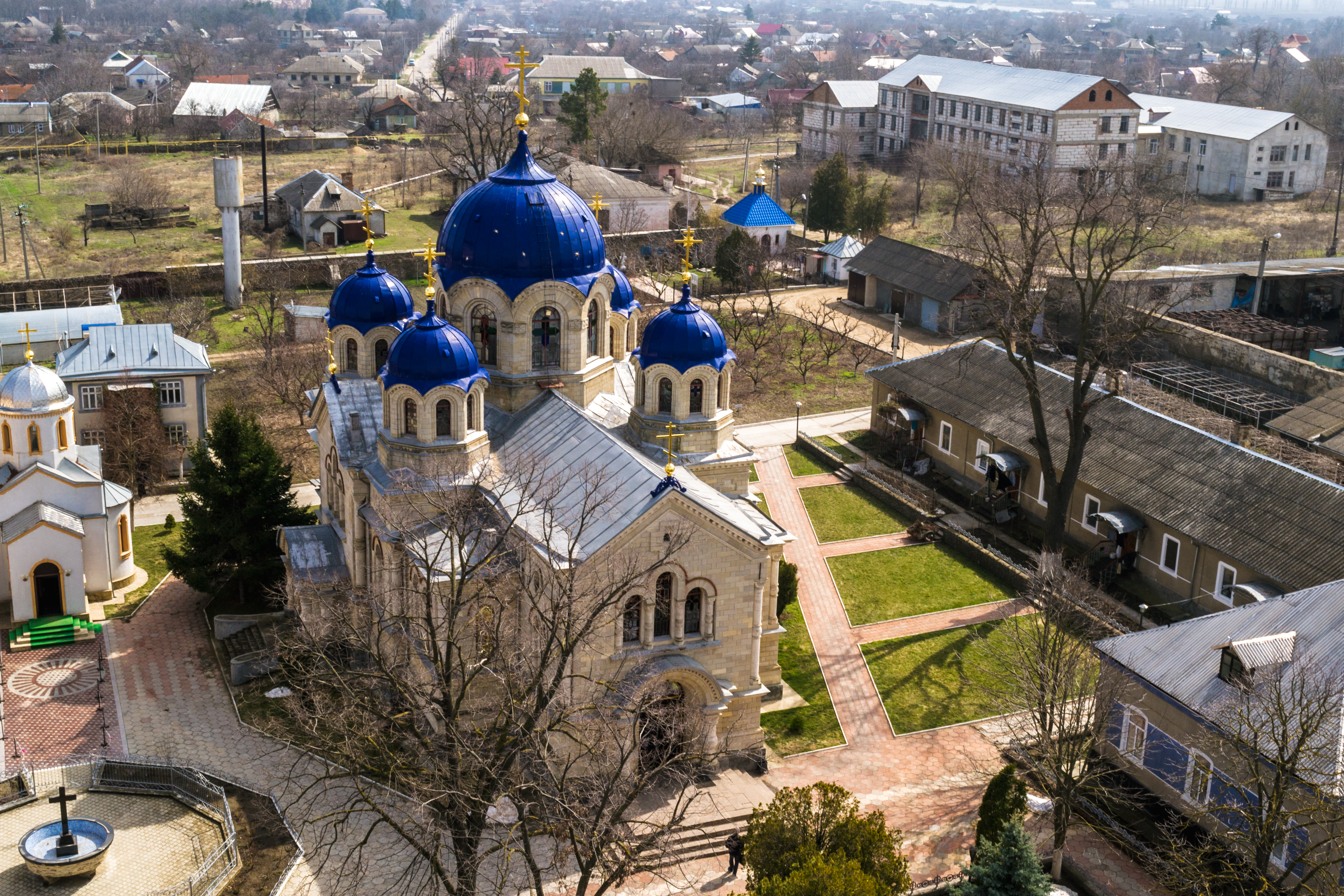
Biserica Adormirea Maicii Domnului
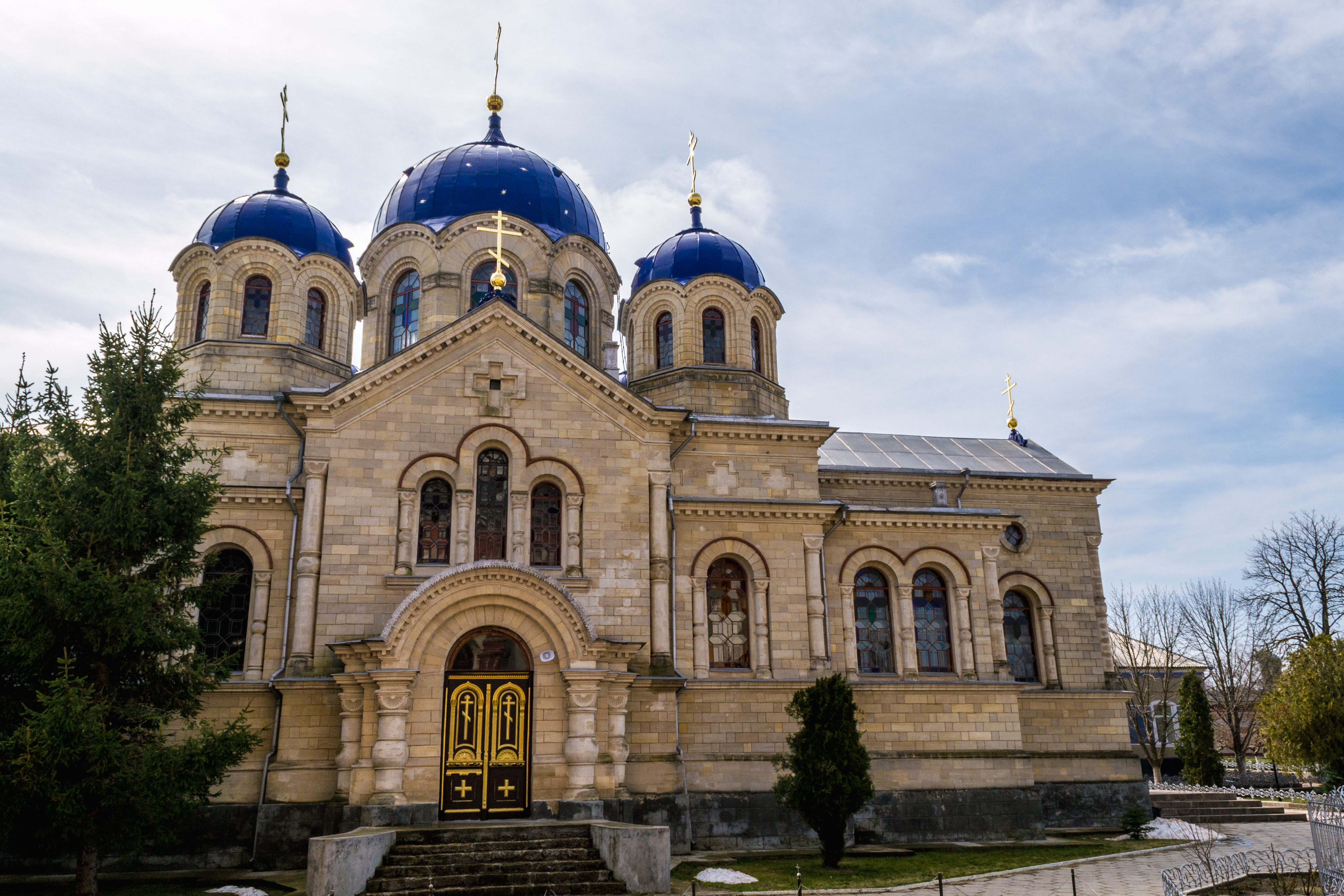
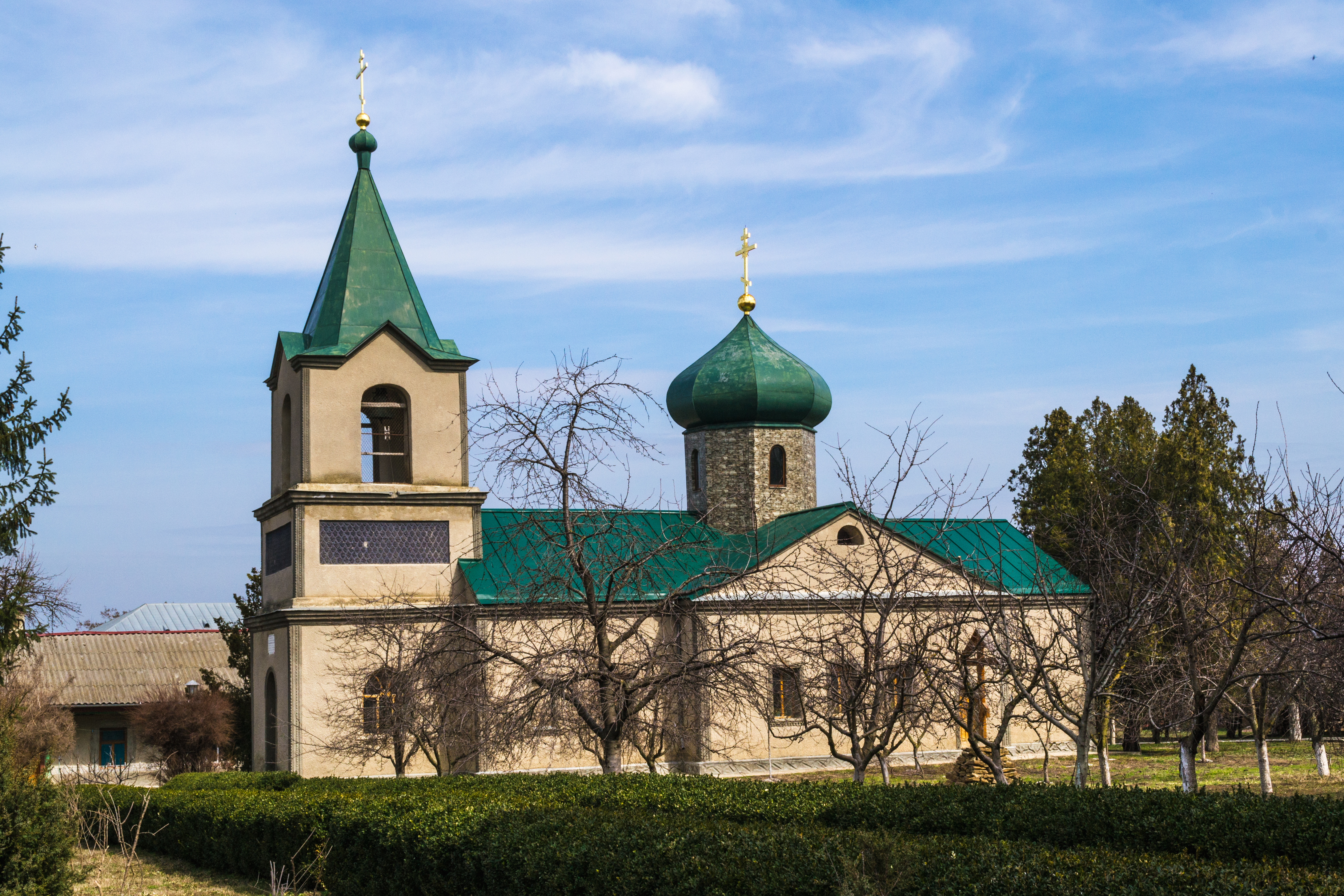
Biserica Sfântul Nicolae
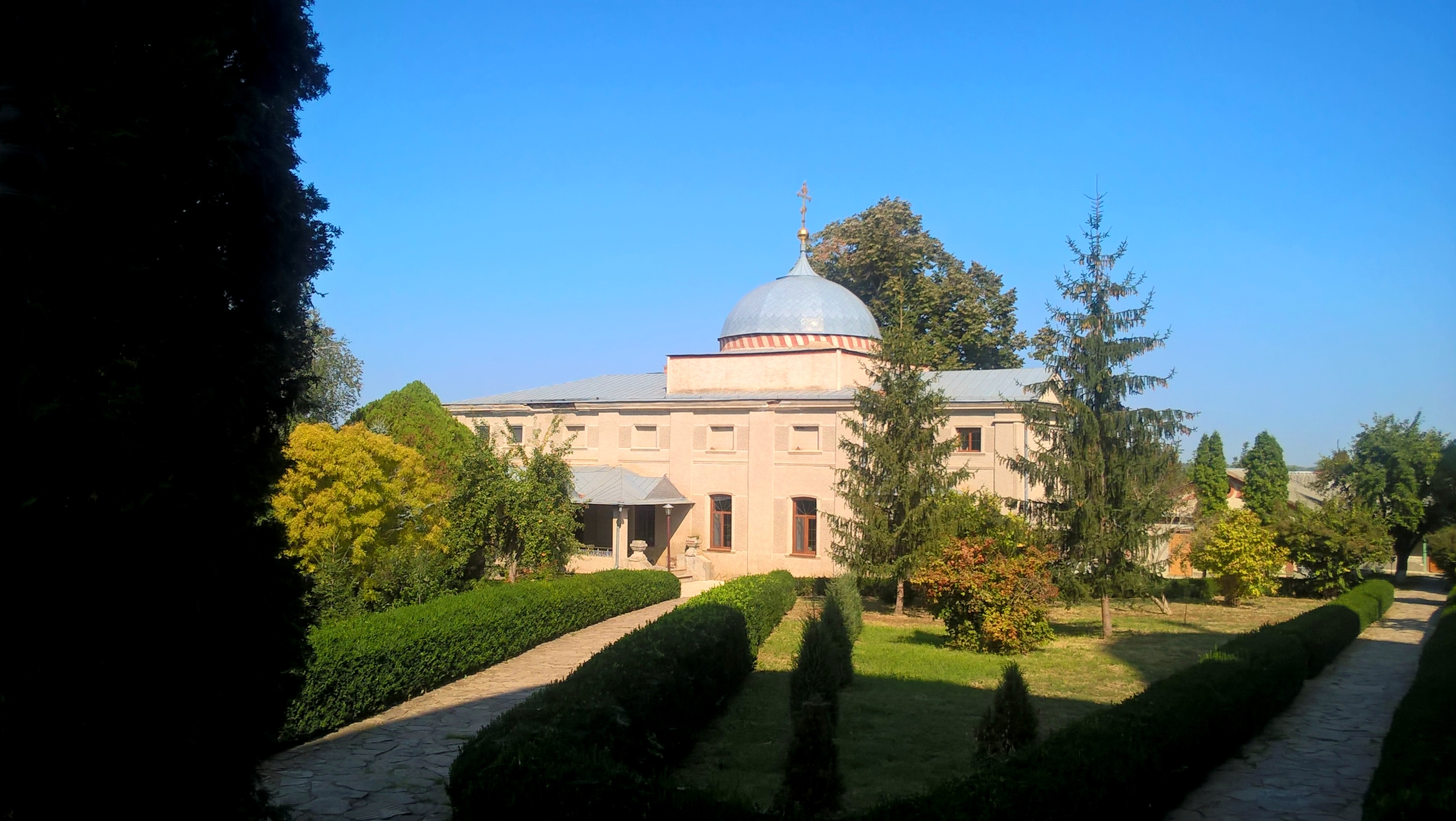
Sala de trapeză
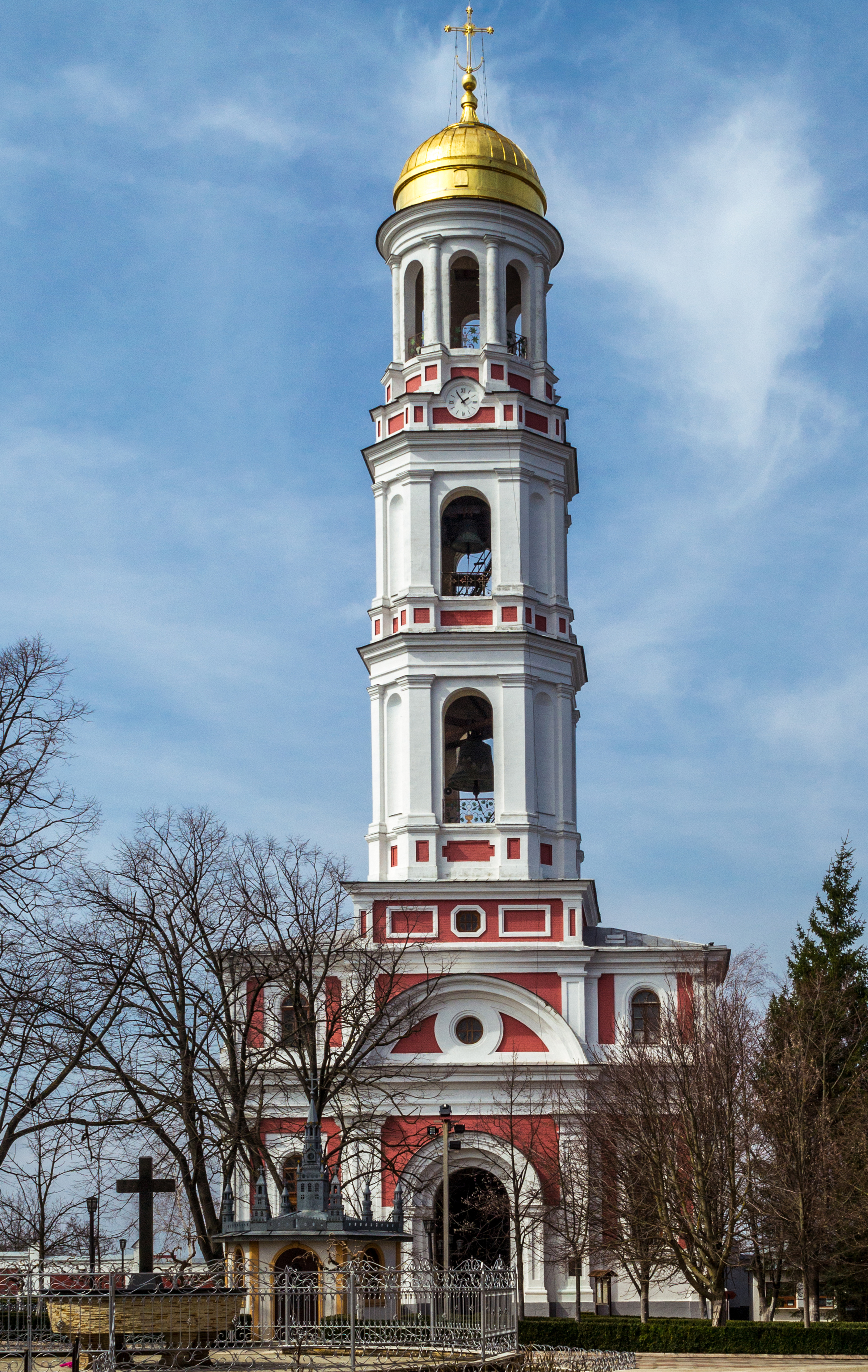
Clopotnița, cea mai înaltă din R. Moldova.

Alte locuri

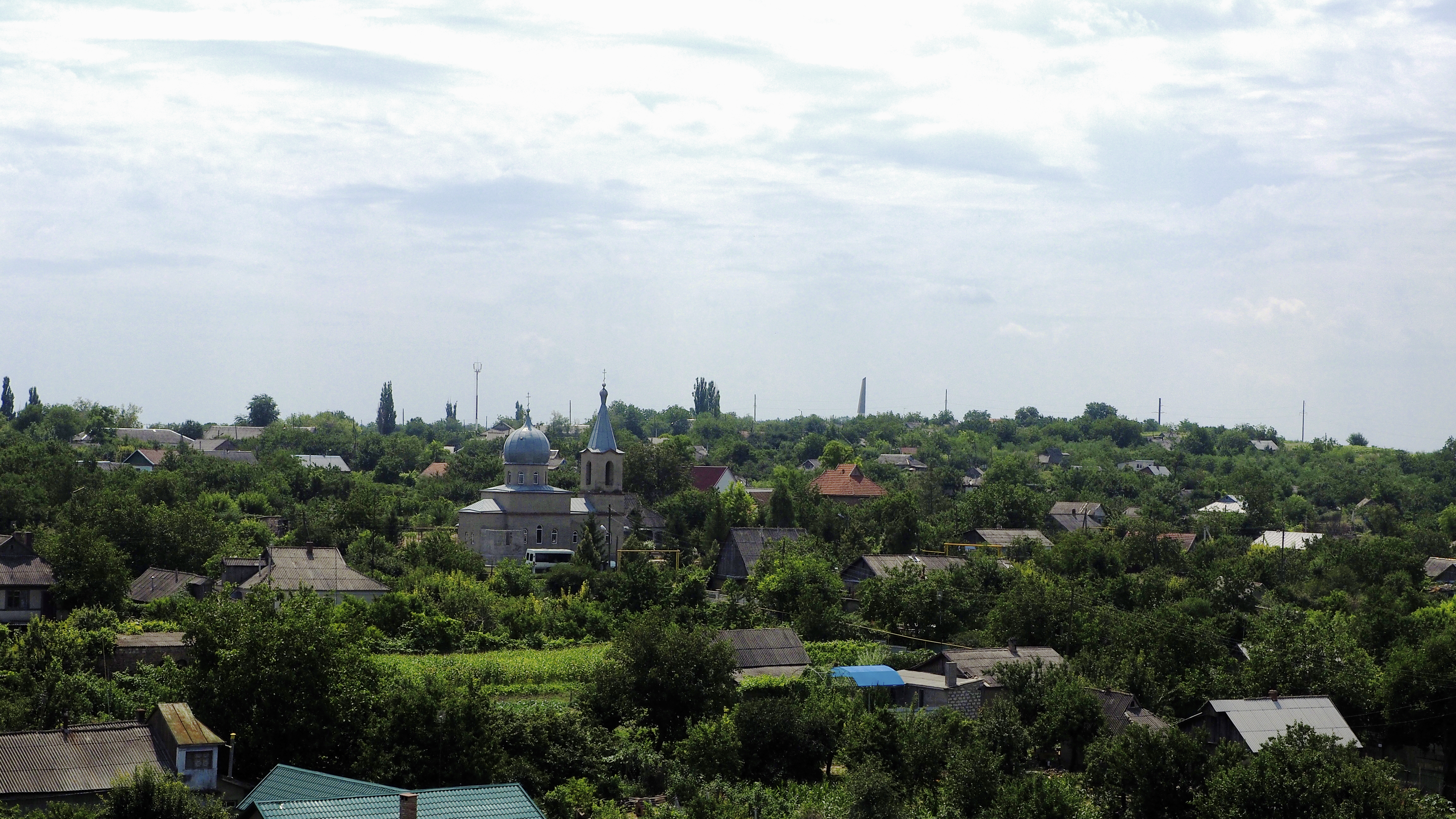
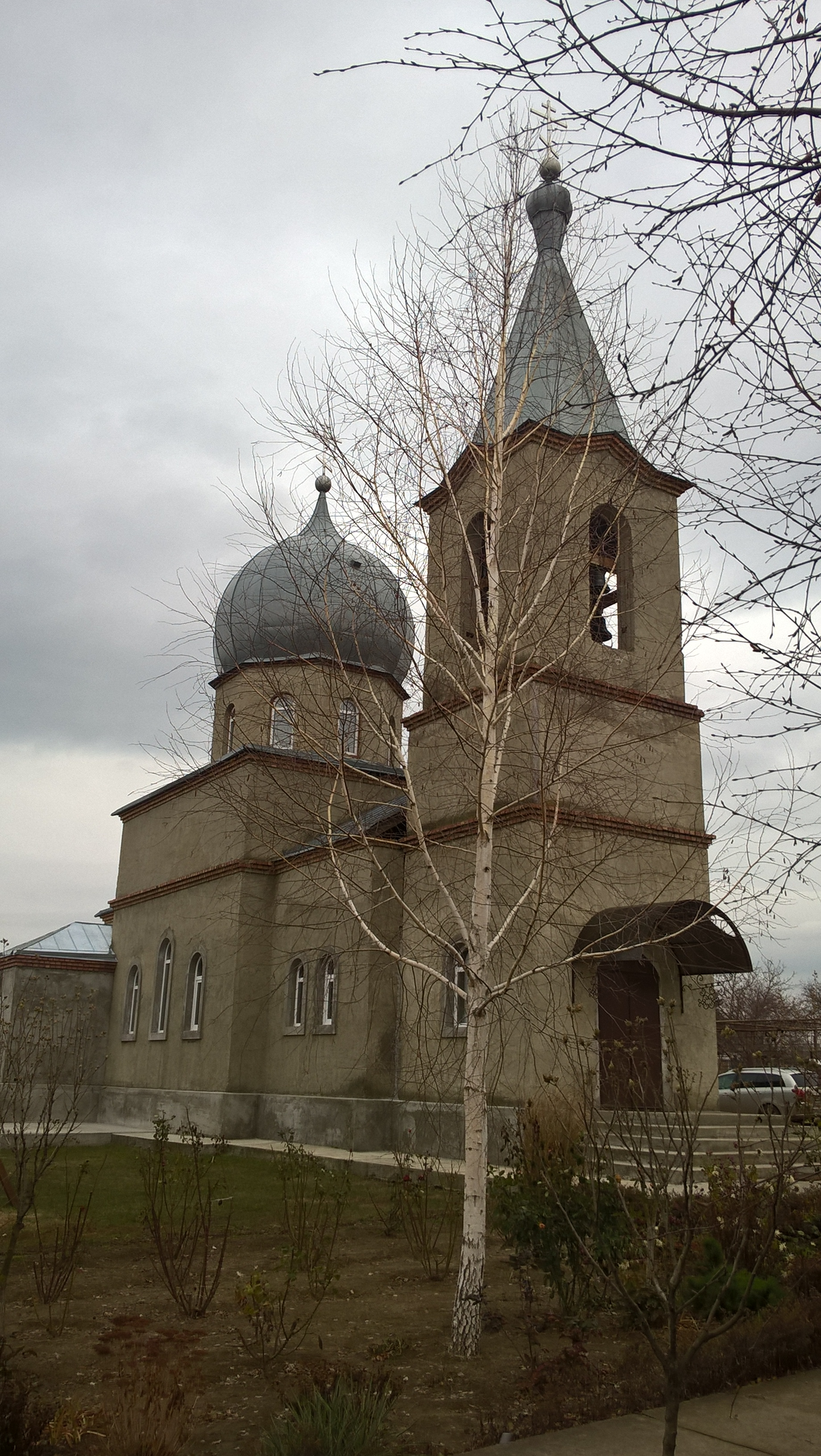
Biserica Sfântul Paisie
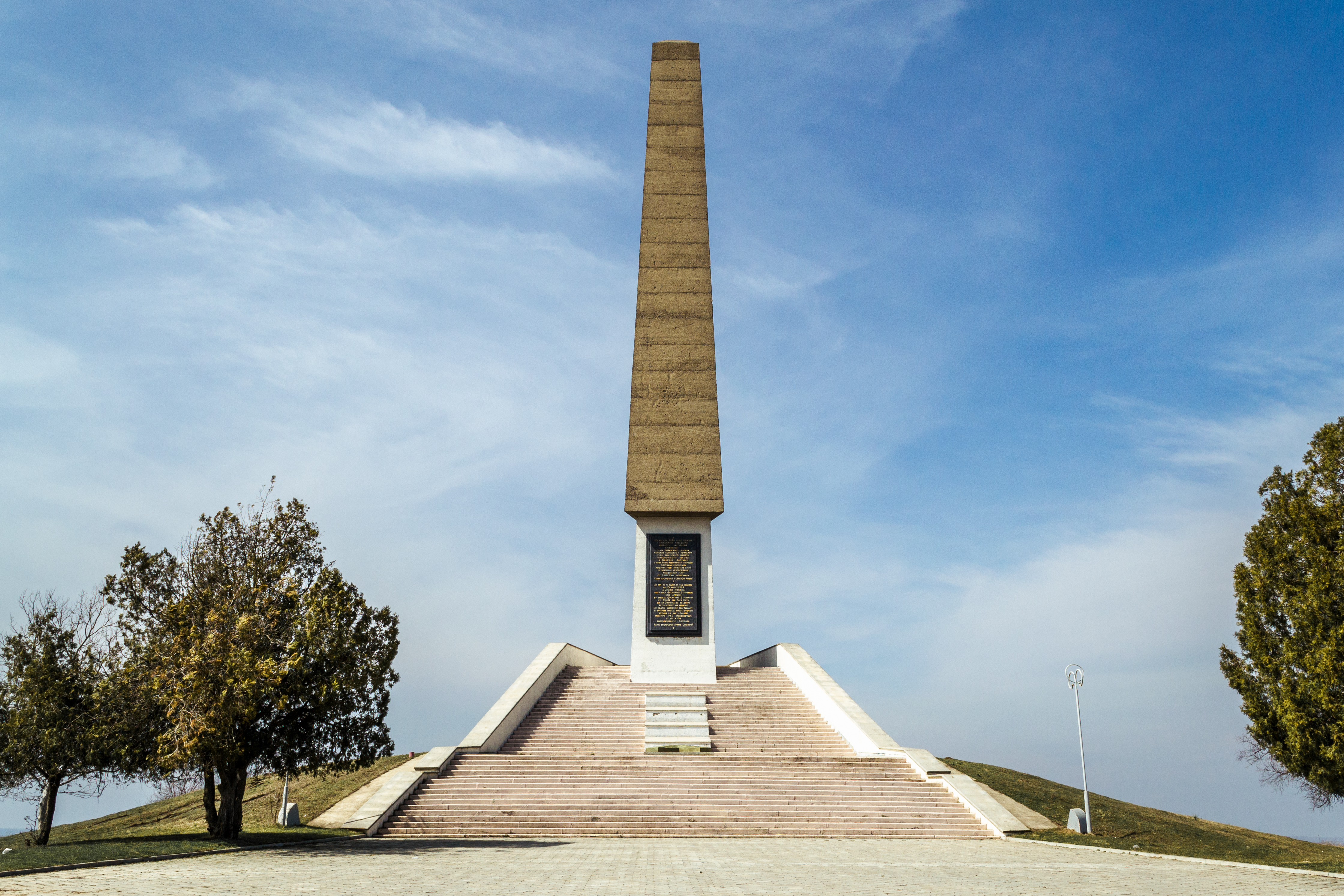
Monument consacrat începutului operațiunii militare Iași–Chișinău
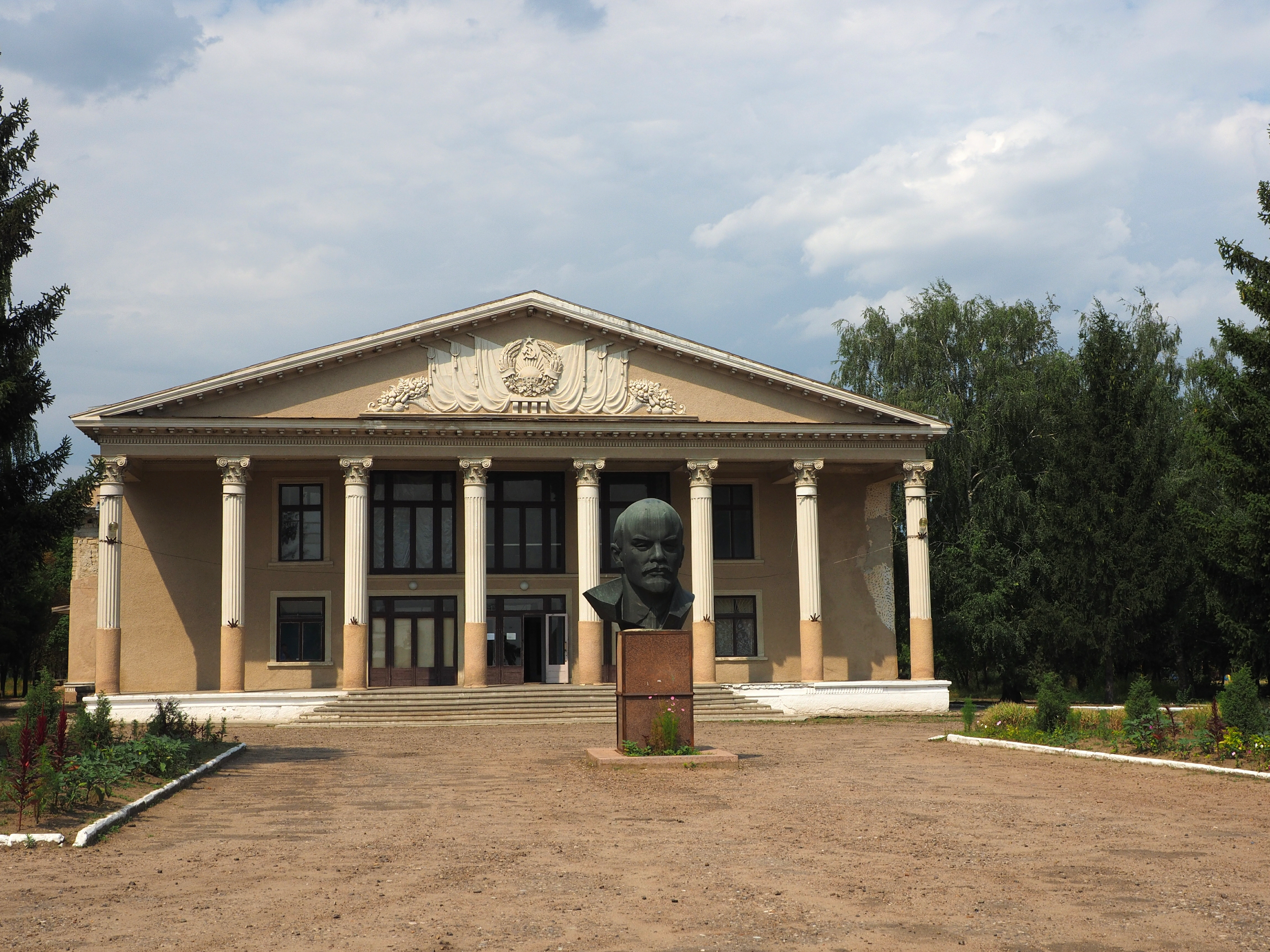
Bustul lui Lenin în fața Casei de cultură
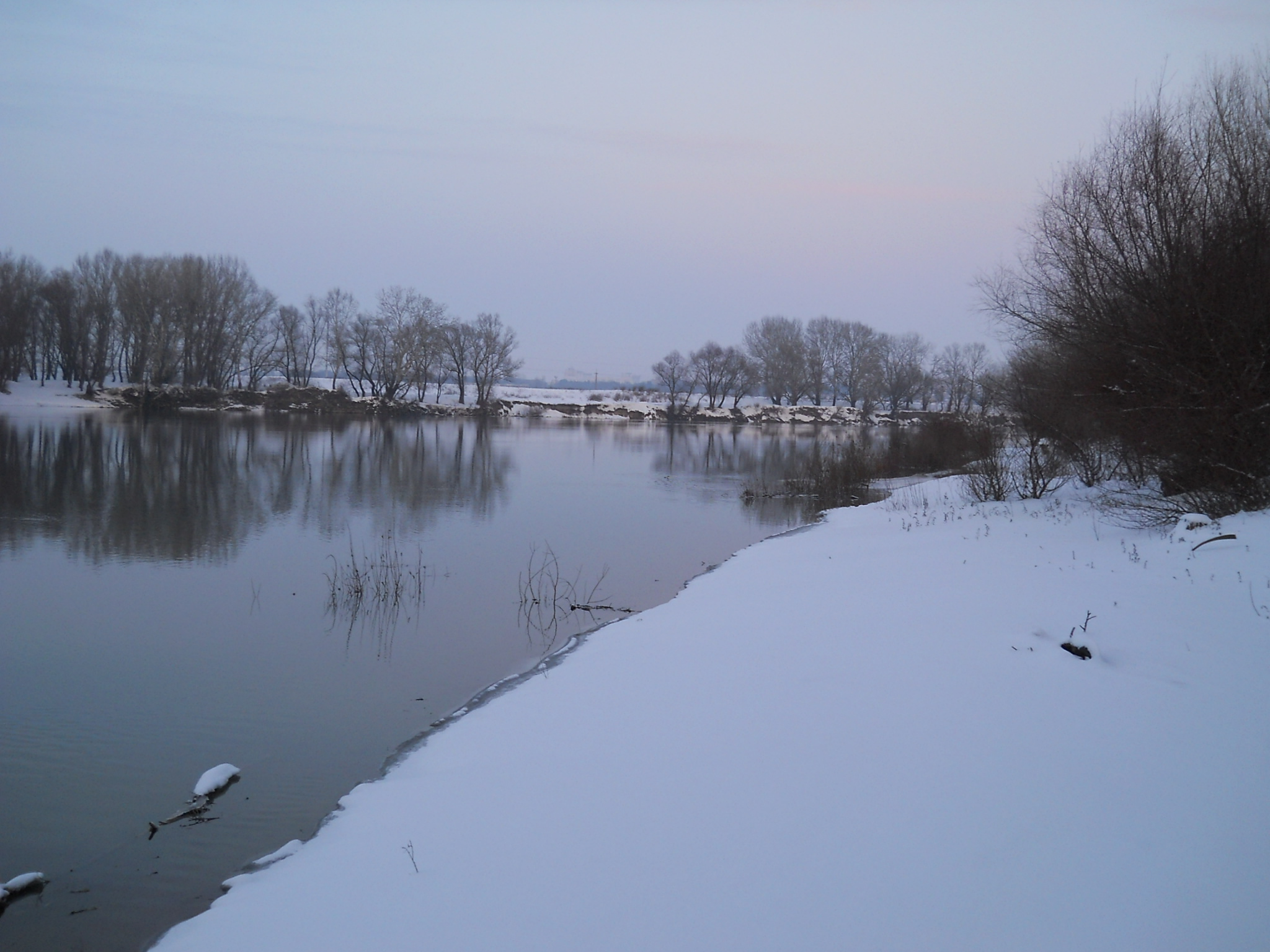
Nistrul la Chițcani